# Coris aygula
Coris aygula Lacépède, 1801, conhecido popularmente como bodião-corcunda, é uma espécie de pequenos peixes multicolores da família Labridae, com distribuição natural no Mar Vermelho e nas regiões tropicais do Oceano Índico e do Oceano Pacífico ocidental.

## Descrição
A espécie C. aygula pode atingir um comprimento corporal total de 120 cm, com os exemplares fêmeas consistentemente maiores que os machos. A espécie apresenta marcadas diferenças de coloração e de morfologia corporal entre os espécimes juvenis e os adultos e um marcado dimorfismo sexual. Os juvenis apresentam coloração branca e alaranjada, com machas contrastantes e com falsos «olhos» desenhados na barbatana dorsal, enquanto os adultos apresentam coloração uniforme, verde escura ou acinzentada, uniforme ou com bandas mais claras, e desenvolvem uma testa proeminente.
A espécie tem como habitat os recifes de coral, preferindo áreas de fundos de areia ou cascalho a profundidades entre os 2 e os 30 m. Os adultos são geralmente solitários, enquanto os juvenis formam pequenos cardumes em águas pouoc profundas e nas poças de maré.
A espécie tem distribuição natural do Mar Vermelho e da costa leste de África até às ilhas da Linha e ilha Ducie e do sul do Japão à ilha Lord Howe, Austrália e Palau .

## Sinónimos
Os seguintes nomes específicos foram considerados sinónimos de C. aygula:
- Coris angulata Lacépède, 1801
- Labrus cingulum Lacépède, 1801
- Hemicoris cingulum (Lacépède, 1801)
- Julis cingulum (Lacépède, 1801)
- Labrus aureomaculatus J. W. Bennett, 1830
- Julis ruppelii E. T. Bennett, 1831
- Julis gibbifrons Quoy & Gaimard, 1834
- Julis semipunctatus Rüppell, 1835
- Julis coris Valenciennes, 1839
- Coris cyanea J. W. Macleay, 1883
- Coris variegata E. P. Ramsay & J. D. Ogilby, 1887
- Coris imbris S. Tanaka (I), 1918